# JunD
JunD (جوندِ) هو عامل نسخ ينتمي إلى عائلة البروتين Jun [الإنجليزية] ويُرمّز عند البشر بواسطة جين JUND.

## الوظيفة
ينتمي هذا البروتين الذي يُرمّز بواسطة جينٍ لا يحتوي على إنترونات إلى عائلة البروتين Jun [الإنجليزية] وهو جزء وظيفي من مركب عامل النسخ AP1 [الإنجليزية]، واقتُرح أنه يحمي الخلايا من الاستماتة والهرم المعتمدان على بي53. ينتج عن بداية الترجمة من أماكن بدء مختلفة عدة نظائر مختلفة.

## ΔJunD
النظير القصير السائد لـJunD المعروف باسم ΔJunD أو دلتا جوندِ هو مناهض قوي للنظير FOSB، وكذلك الأشكال أخرى من نشاط النسخ المتواسط بـAP-1. في النواة المتكئة ، يناهض JunD بشكل مباشر العديد من التغيرات العصبية التي تحدث عند الإدمان (أي تلك التي يسببها ΔFosB). يمكن أن تكون مثبطات ΔFosB (العقارات التي تعارض عمله) علاجا فعالا للإدمان واضطرابات الإدمان. لم يُلاحظ ΔJunD لدى البشر وذلك لكونه نظيرا جينيا غير طبيعي.

## التآثرات
تبين أن JunD يتآثر مع: ATF3 وMEN1 والنسخة مسببة لتضرر الدنا 3 [الإنجليزية] وBRCA1.